# Gonga jezici
Gonga jezici, malena sjevernoomotska skupina afrazijskih jezika, koji čine ogranak šire skupine gonga-gimojan. Obuhvaća četiri jezika koja se govore se na području Etiopije, a pripadaju u tri različite podskupine, to su: centralna s jezikom anfillo; sjeverna s jezikom borna [bwo]; i južna sa (2) jezika, kafa [kbr] i shekkacho [moy]

## Vanjske poveznice
- Ethnologue (14th)
- Ethnologue (15th)